# Maya Zankoul
Maya Zankoul in arabo مايا زنقول (Hasbaya, 30 giugno 1986) è una scrittrice, artista, blogger e artista visiva libanese. 
È per lo più conosciuta per i sarcastici cartoni animati e fumetti pubblicati nei suoi libri e il suo webcomic blog Amalgama.

## Biografia
Maya Zankoul è cresciuta a Gedda, Arabia Saudita, e nel 2005 si è trasferita in Libano, suo paese d'origine, dove ha conseguito un Bachelor of Arts in Graphic Design nel 2007 alla Notre Dame University, Louaize.
Nel 2009, ha iniziato il suo blog satirico, Amalgam, dove condivide le illustrazioni commentando la vita quotidiana in Libano da un punto di vista da un sociopolitico.
Ha auto pubblicato il suo primo libro, Amalgama nell'estate del 2009, raggiungendo la Top 5 delle vendite al Virgin Megastore.
Nell'estate 2010, dopo aver girato il Libano con la sua mostra Amalgama, ha pubblicato il suo secondo libro, Amalgam vol. 2.
Collabora come illustratrice per The Global Journal, ELLE Oriental e ArabAd.

## Altre attività

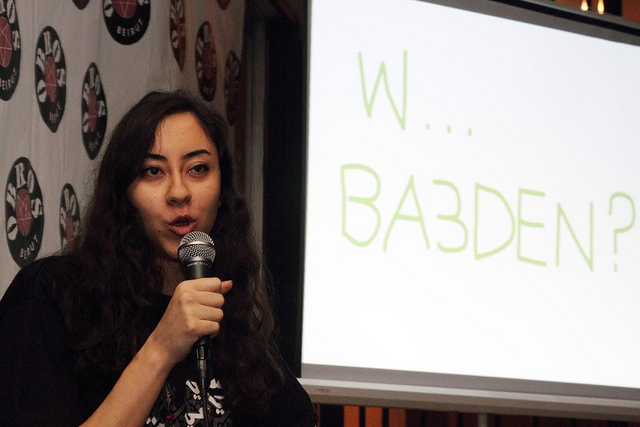
Presentazione di Maya Zankoul al Primo Salone Creative Commons di Beirut.

Maya Zankoul partecipa attivamente come graphic designer in eventi locali e regionali. Ha fatto illustrazioni dal vivo presso la conferenza Arabnet(2010) e al diciassettesimo Salone del Libro Francofono di Beirut. Ha insegnato presso l'Università americana di Beirut e ha presentato il suo lavoro alla Prima del Creative Commons Salon ad Amman, in Giordania

## Opere
- Amalgam, Creative Commons, 2009,  pp. 125 pp, ISBN 978-9953-0-1521-7.
- Amalgam Vol. 2, Creative Commons, 2010,  pp. 144 pp, ISBN 978-9953-0-1846-1.

### Traduzioni
- Amalgam, traduzione di Chiarastella Campanelli, collana Altriarabi, il Sirente, Fagnano Alto, 2011,  XIV-114 pp., ISBN 978-88-87847-33-8.
- Amalgam 2, traduzione di Chiarastella Campanelli, collana Altriarabi, il Sirente, Fagnano Alto, 2012,  VIII-136 pp., ISBN 978-88-87847-34-5.

## Mostre
- "Amalgama" (2009, 2010), Istituto di Cultura francese (Beirut, Saida, Tripoli, Deir el Qamar and Zahle centers)[2].